# Vicia venosa
Vicia venosa là một loài thực vật có hoa trong họ Đậu. Loài này được (Link) Maxim. miêu tả khoa học đầu tiên.